# Корисні копалини Ірану
Корисні копалини Ірану.

## Загальна характеристика
Надра Ірану багаті на нафту, природний газ, вугілля, відомі також родов. руд заліза, хрому, міді, свинцю, цинку, золота, марганцю, сірки, гіпсу, кам. солі, бариту, целестину, флюориту, бірюзи, нерудних буд. матеріалів (табл. 1).
Таблиця 1. — Основні корисні копалини Ірану станом на 1998—1999 рр.
| Корисні копалини               | Запаси       | Запаси   | Вміст корисного компоненту в рудах, % | Частка у світі, % |
| Корисні копалини               | Підтверджені | Загальні | Вміст корисного компоненту в рудах, % | Частка у світі, % |
| Боксити, млн т                 | 22           | 80       | 41 (Al2O3)                            | 0,1               |
| Барит, тис. т                  | 1500         | 2700     | до 70 (BaSO4)                         | 0,4               |
| Залізні руди, млн т            | 1950         | 3600     | 56                                    | 1,1               |
| Золото, т                      | 15           | 95       | 3,2 г/т                               |                   |
| Марганцеві руди, млн т         | 4            | 87       | 40 (Mn)                               | 0,1               |
| Мідь, тис. т                   | 10150        | 15100    | 1,1                                   | 1,5               |
| Молібден, тис. т               | 120          | 360      | 0,03                                  | 1,3               |
| Нафта, млн т                   | 12288        |          |                                       | 8,9               |
| Плавиковий шпат, млн т         | 0,3          | 0,5      | 45 (CaF2)                             | 0,2               |
| Природний горючий газ, млрд м3 | 22986        |          |                                       | 15,7              |
| Свинець, тис. т                | 1362         | 6322     | 6                                     | 1,1               |
| Срібло, т                      | 6500         | 14600    | 300 г/т                               | 1,2               |
| Вугілля, млн т                 | 413          | 1209     |                                       |                   |
| Фосфорити, млн т               | 2            | 8        | 17 (Р2О5)                             | 0,04              |
| Хромові руди, млн т            | 2,2          |          | 49 (Cr2O3)                            | 0,05              |
| Цинк, тис. т                   | 5625         | 9425     | 14                                    | 2                 |

## Окремі види корисних копалин
Нафта. Іран займає 4-е місце у світі за доведеними запасами нафти (1998). Більша частина родовищ нафти і газу І. розташована в південно-західній частині в межах Перської затоки нафтогазоносного басейну. Найбільші родовища нафти з запасами понад 500 млн т — Марун, Ахваз, Агаджарі, Гечсаран, Бібі-Хекіме, Регі-Сефід; газу, з запасами 500 млрд м³ — Кенган, Парс, Пазенан. Основні запаси нафти приурочені до вапняків олігоцен-нижньоміоценової світи асмарі на глибині 1000–2500 м. Більшість нафтових покладів, пов'язаних з асмарійськими вапняками, мають газові шапки. Нафтоносні також карбонатні відклади світ бангестан і хамі (верхня і нижня крейда) на глибині 2200–3800 м. Нафти мають густину 836–922 кг/м³, вміст сірки 1,1–1,5 %.
Природний газ. Іран займає 2-е місце у світі за доведеними запасами природного газу — 22,4 трлн. м³ (15 % світових, 2001). Переважна частина доведених запасів газу припадає на вільний газ; запаси попутного газу приблизно 3,4 трлн м³. Поклади газу зосереджені головним чином в карбонатних породах світи хуфф (верхня перм) на глибині 2700–3500 м. Близько 85 % запасів країни припадає на родовища вільного газу, значна частина яких досі не розробляється. Найбільше газоконденсатне родовище — Південний Парс — знаходиться в акваторії Перської затоки на продовженні катарського родовища Норт. За останніми оцінками запаси його оцінюються в 7,9 трлн м³ газу і понад 2 млрд т конденсату. Морське родовище Північний Парс містить 1,36 трлн м³ газу. Найбільші родовища на суші — Кенган (виявлені ресурси — 3 трлн м³), Нар, Агхар і Далан (запаси — 368 млрд м³), а також Саркхоун і Манд. Завдяки новим відкриттям запаси газу в країні постійно ростуть. У 2000 р. недалеко від узбережжя Перської затоки в гористій місцевості (1350 м над рівнем моря) на півдні остана Фарс виявлено родовище Табнак, запаси якого оцінюються іранськими експертами в 395–445 млрд м³ газу і 30 млн т конденсату. Глибина залягання продуктивного горизонту — 3345 м. Пізніше в цьому ж районі відкрите родовище Хома (134 млрд м³ газу і 0,7 млн т конденсату). В 2000 р. в остані Буші відкрите газове родов. Зірех (23 млрд м³). В останах Фарс і Лурестан відомо близько 50 перспективних структур, кожна з яких, з імовірністю в середньому 20 %, може містити запаси в 140–570 млрд м³. Сумарно тут можливе виявлення запасів газу в 1400–4250 млрд м³.
Загальні запаси вуглеводнів в Ірані на 2002 р. становлять 264 млрд барелів нафтового еквівалента, вартість яких перевищує 2890 млрд доларів. Протягом 1998–2002 розвідані родовища вуглеводнів із загальним обсягом запасів в 9500 млн барелів. Розвідку нових родовищ веде Національна нафтова компанія Ірану і ряд зарубіжних нафтових компаній. Найважливіший проект здійснюється в пустельних районах в околицях Абадану на площі в 26500 км². [Інфор. агентство нафтової і енергетичної промисловості Ірану «Шана», газета «Джомхуріє ісламі»].
За оцінками British Petroleum на 2003 р в Ірані запаси нафти 90 млрд барелів, частка у світі — 9 %, за рівнем споживання майбутній продуктивний період — 73 р. Запаси газу (трлн м³), частка у світі і роки видобутку, що залишилися — 23 (15 %), понад 100 років.
У 2002 р Іран переглянув у бік збільшення (на 36 %) підтверджені запаси нафти і конденсату. Станом на 31.12.2002 ці запаси становлять 130,81 млрд барелів, або 17,8 млрд т. За даними ОПЕК, доведені запаси нафти Ірану на 31.12.2001 становили 99,08 млрд барелів, наприкінці 1999 р. — 96,4 млрд барелів. Приріст запасів шляхом перерахунку становив 34,4 млрд барелів, а за рахунок нових (після 1999 р.) відкриттів — 5,1 млрд барелів. В той же час видобуток нафти і газоконденсату за 2000–2002 рр. становив 4,29 млрд барелів, тобто нові відкриття перекривають видобуток [The Middle East Economic Review (MEER)].
Геологічні роботи на нафту і газ. Обсяги буріння на нафту і газ в Ірані на початку XXI ст. мають позитивну динаміку. Так за 7 місяців іранського 2003 сонячного року (почався 21 березня 2003 р.) в порівнянні з тим же періодом минулого року зріс на 18 %. За цей час завершено буріння 77 свердловин загальним метражем 180 тис. пог. м. З часу заснування Іранської національної бурової компанії (National Iranian Drilling Company; NIDC) вона пробурила 1925 свердловин загальним метражем 4,15 млн пог. м. Пошуково-розвідувальне і експлуатаційне буріння здійснюється 43 сухопутними і морськими буровими установками [Petroenergy Information Network].
Вугілля. На території Ірану відомо близько 100 родовищ кам'яного коксівного та енергетичного вугілля (прогнозні запаси близько 40 млрд т), які зосереджені в Тебеському (Керманському) і Ельбурському вугільних басейнах. Вугленосними є відклади тріасу і юри. Продуктивна товща потужністю 1,5–4 км (іноді до 8 км) містить до 92 вугільних пластів, з яких до 18 мають робочу потужність 3,8–10,9 м. Вугілля мало- і середньозернисте, високозольне, потребує збагачення. Вміст фосфору до 0,1 %, теплота згоряння 35,2–37,4 МДж/кг.
Залізна руда. Іран має близько 40 родовищ залізняку (загальні запаси близько 10 млрд т руди, вміст Fe 36–60 %): найбільші родовища — в районах Бафк (Бафк-Сагендський залізорудний район) і Сирджан. Головні родовища — Чогарт (розвідані запаси 215 млн т), Чадармалю (410 млн т), Зеренд (230 млн т) і інш. Більша частина родовищ скарнові і метасоматичні, відомі також родовища гідротермальні, метаморфогенні, осадові і родов. вивітрювання. Поклади залізняку виявлені також в районі Ерака і Бендер-Аббаса.
Хром і мідь. Запаси хромових руд Ірану — близько 30 млн т. (вміст корисних копалин — 48 %). Найважливіші родовища розташовані в районах Мінаб і Себзевар. Найбільше родовище — Шахріар (запаси 2 млн т) складається з 31 рудного тіла, запаси яких вимірюються від 1 до 500 тис. т кожне. Імовірні запаси руди в районі Себзевар 1,2 млн т, перспективні — 10 млн т. Найбільше родовище цього району — Мір-Махмуд з розвіданими запасами руди близько 100 тис. т.
За даними Міністерства промисловості і корисних копалин Ірану 1998–2002 рр. на сході країни відкрито 14 нових родовищ міді і хрому. Промислова експлуатація першого родовища міді в провінції Сістан і Белуджистан в околицях міста Захедан почнеться у 2003 році. В околицях Іраншахру розташоване найбільше в Ірані родовище хрому. Схід країни (провінції Сістан і Белуджистан, Хорасан і Керман) має в своєму розпорядженні значний потенціал родовищ корисних копалин.
Забезпеченість видобутку хромових руд їх підтвердженими запасами, розрахована за максимальним рівнем виробництва в період 1995–1997 рр. з урахуванням втрат при видобутку і збагаченні у Ірану становить 4–5 років.
Золото. Запаси руд золота — 3 млн т. (вміст корисних копалин 8 г/т). Одне з найбільших родовищ руд золота — Муте (районн Сенендедж) приурочене до метаморфічних утворень докембрію. Золото тонкодисперсне, асоціює з піритом, вкраплене в кварц. На межі ХХ–XXI ст. виявлені нові поклади золота, один з них — в Заре-Шоран (Zare-Shouran) на південний захід від Зенджану (Zanjan).
Мідь. Родовища мідних руд розташовані в центральній частині країни в районах Зенджан-Казвін, Кашан-Керман — Рефсенджан та інш. Відомі мідно-порфірові, скарнові, стратиформні, колчеданні та інші родовища. Загальні запаси міді в перерахунку на метал близько 800 млн т при вмісті корисних копалин в руді 1,2 %. Найбільш освоєне мідно-порфірове родовище Серчешме (район Керман).
Поліметали. Найважливіші родовища свинцево-цинкових руд розташовані в районах Зенджан, Казвін, Ісфахан, Кашан-Ердестан, Енарек, Йезд, Бафк, Узбеккух. Найбільші родовища — Енгуран (розвідані запаси 9 млн т, вміст Pb 3–6 %, Zn 20–35 %), Ахенгеран (520 тис. т, Pb+Zn 10 %, Ag до 1000 г/т) та інш.
Інші корисні копалини. В Ірані знаходяться родовища найкращої у світі блакитної бірюзи. Основне родовище — Нішапурське в провінції Хорасан пов'язане з корами хімічного вивітрювання пропілітизованих трахітів еоцену. Надра Ірану багаті кам'яною сіллю, баритом, гіпсом, сіркою, мармуром, вулканічним туфом. Найважливіші родовища нерудної сировини для чорної металургії — вогнетривкі глини, вапняки, доломіт, флюорит, кварцити.